# Josu Elorriaga Zarandona
Josu Elorriaga Zarandona (Bilbao, 8 de juny de 1942) és un economista i polític basc. El 1966 es va llicenciar en ciències econòmiques per la Universitat de Bilbao i el 1967 començà a treballar a Iberduero SA. El 1976 s'afilià al Partit Nacionalista Basc (PNB) i el març de 1977 participà com a compromissari en l'assemblea nacional del PNB celebrada a Pamplona, la primera des de la guerra civil espanyola. Fou candidat per Biscaia a les eleccions generals espanyoles de 1977, en las que no fou escollit, però el 1978 substituí en el seu escó Juan de Ajuriaguerra Ochandiano. Fou reescollit a les eleccions generals espanyoles de 1979.